# Umezawa Takashi
Takashi Umezawa (sinh ngày 7 tháng 12 năm 1972) là một cầu thủ bóng đá người Nhật Bản.

## Sự nghiệp câu lạc bộ
Takashi Umezawa đã từng chơi cho Gamba Osaka.

## Thống kê câu lạc bộ

### J.League
| Đội         | Năm       | J.League | J.League | J.League Cup | J.League Cup | Tổng cộng | Tổng cộng |
| Đội         | Năm       | Trận     | Bàn      | Trận         | Bàn          | Trận      | Bàn       |
| ----------- | --------- | -------- | -------- | ------------ | ------------ | --------- | --------- |
| Gamba Osaka | 1992      | -        | -        | 0            | 0            | 0         | 0         |
| Gamba Osaka | 1993      | 0        | 0        | 0            | 0            | 0         | 0         |
| Gamba Osaka | 1994      | 3        | 0        | 0            | 0            | 3         | 0         |
| Tổng cộng   | Tổng cộng | 3        | 0        | 0            | 0            | 3         | 0         |